# Robert's Arm
Robert's Arm är en vik i Kanada.   Den ligger i provinsen Newfoundland och Labrador, i den östra delen av landet, 1 600 km öster om huvudstaden Ottawa.
I omgivningarna runt Robert's Arm växer i huvudsak barrskog. Trakten runt Robert's Arm är nära nog obefolkad, med mindre än två invånare per kvadratkilometer.